# Mkfs
mkfs je počítačový program tradičně přítomný v operačních systémech typu UNIX a systémech Unixu podobných, který slouží k vytvoření struktury zadaného souborového systému na zadaném blokovém úložišti. Částečně tedy provádí takzvané formátování, ovšem pracuje vždy na jediném diskovém oddíle a je-li nutné předchozí rozdělení disku na oddíly a případně i vytvoření nějaké hlavičky oddílů (např. MBR, GPT), musí být toto zařízeno nějakým jiným programem (slouží k tomu například programy fdisk a parted).
V rámci rozhraní příkazového řádku má nejjednodušší volání podobu přibližně 
```
$ 
mkfs
 
-t
 
<typ_souborového
 
systému>
 
<zařízení>

```